# Angeline Flor Pua
Angeline Flor Pua, née le 17 avril 1995 à Wilrijk est une reine de beauté belge. Elle a été élue Miss Anvers puis Miss Belgique 2018. D'origine philippine, elle est la première asiatique à remporter le titre de Miss Belgique. Elle a représenté la Belgique au concours Miss Monde 2018 à Sanya en Chine où elle s’est classé dans le Top 30 puis au concours de Miss Univers 2019 aux États-Unis.

## Biographie
Elle est née à Anvers le 17 avril 1995, d'un père chinois, marin, et d'une mère philippine qui travaille dans une blanchisserie.
Angeline Flor Pua a grandi dans le district de Borgerhout.